# Varaždins län
Varaždins län (kroatiska: Varaždinska županija) är ett län i nordvästra Kroatien i landskapet Zagorje och gränsar i norr till Slovenien, i söder till Zagrebs län, i norr till Međimurjes län och i öster till Koprivnica-Križevcis län. Dess huvudort är Varaždin. Varaždins län räknas till den historiska regionen centrala Kroatien. 

## Administrativ indelning
Varaždins län är indelat i 16 städer och 39 kommuner.
- Städer:
  - Varaždin
  - Ludbreg
  - Lepoglava
  - Ivanec
  - Novi Marof
  - Varaždinske Toplice

- Kommuner:
  - Bednja
  - Beretinec
  - Breznica
  - Breznički Hum
  - Cestica
  - Donja Voća
  - Donji Martijanec
  - Gornji Kneginec
  - Jalžabet
  - Klenovnik
  - Ljubešćica
  - Mali Bukovec
  - Maruševec
  - Petrijanec
  - Sračinec
  - Sveti Đurđ
  - Sveti Ilija
  - Trnovec Bartolovečki
  - Veliki Bukovec
  - Vidovec
  - Vinica
  - Visoko